# نیوهم، ویکتوریا
نیوهم (به انگلیسی: Newham) یک منطقهٔ مسکونی در استرالیا است که در ویکتوریا (استرالیا) واقع شده‌است.